# Xaime Quesada Porto

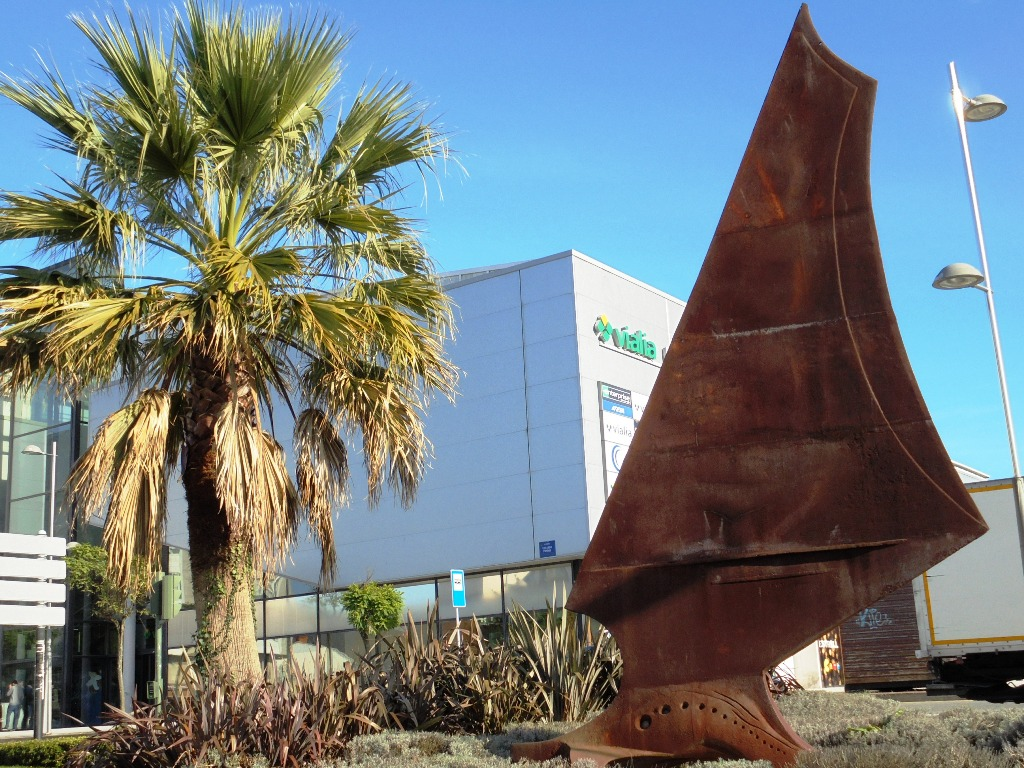
Dorna (2001) en Pontevedra.

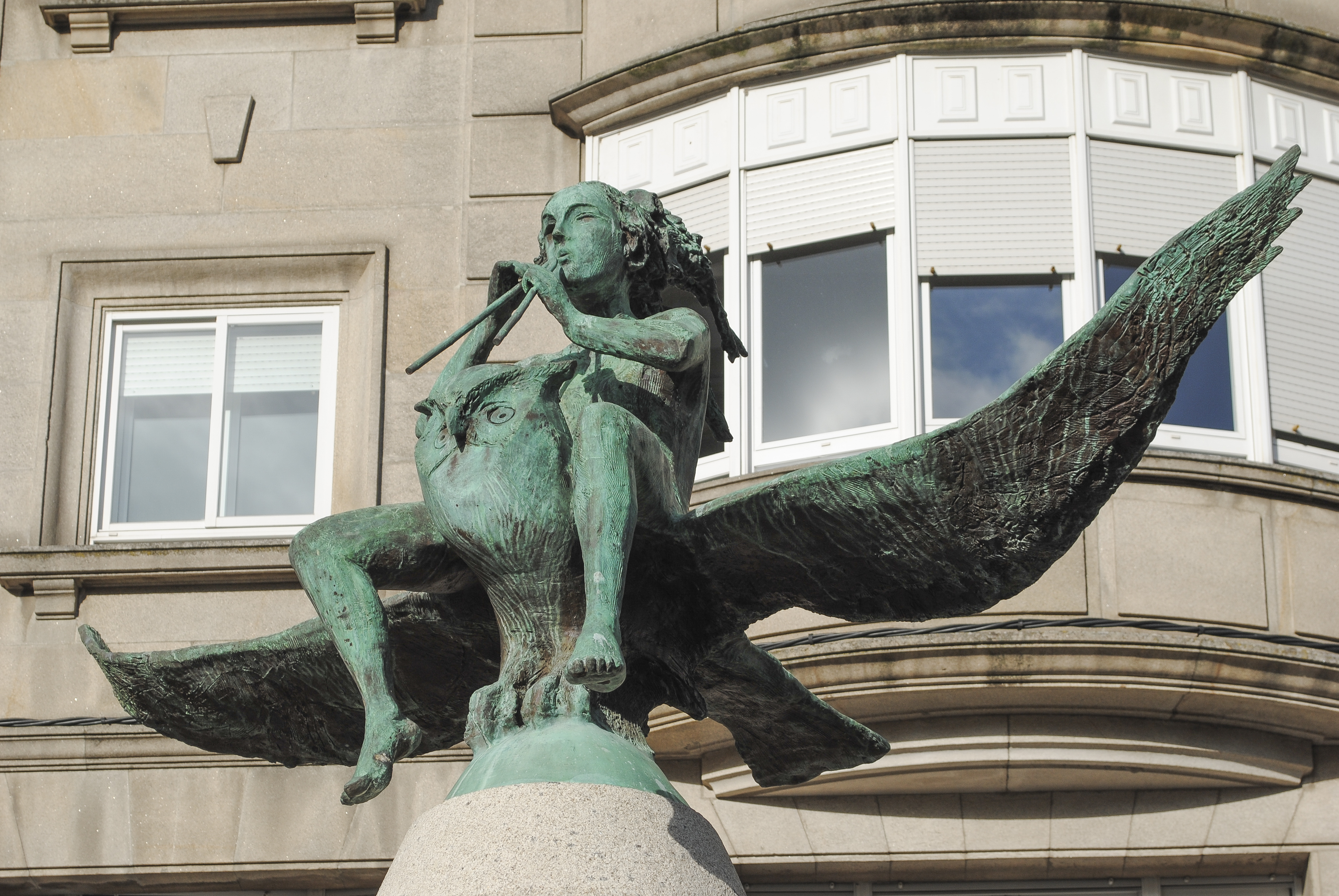
O Mouchiño (2002) en Orense.

Jaime Quesada Porto (Orense, 14 de julio de 1937-30 de diciembre de 2007) (conocido artísticamente como Xaime Quessada) fue un pintor, grabador, escenógrafo y artista español.
Ingresó en 1946 en la Escuela de Bellas Artes de la Real Academia de San Fernando. Participó en Galicia en el grupo artístico O Volter y en Madrid en el denominado Grupo Acento.
Desde 1960 desarrolló una intensa actividad en distintas exposiciones por todo el mundo, estableciéndose en París en 1962, para trasldarse posteriormente a América y trabajó en la década de 1980 para la Unesco en el proyecto de la versión políglota de El Quijote.
Sus obras están cruzadas transversalmente por distintas corrientes artísticas, desde el impresionismo, el arte abstracto, el figurativismo o el expresionismo.
Fue Medalla de Oro en la Exposición Nacional de Bellas Artes de 1959 y Medalla Castelao en 2004, entre otros premios.
Su obra se puede encontrar en distintos museos del mundo, como el de Stuttgart, el Nacional de Arte Moderno de México, el de Arte Contemporáneo de Madrid, el del Pobo Galego y el de La Habana.
Fue padre del pintor, Xaime Quesada Blanco.

## Obra literaria en español

### Narrativa
- El recristo del Baraña: trágica y singular historia, La galería Novecento, 1981.
- Lucenza, Sotelo Blanco, 1989 (prólogo de Manuel Vázquez Montalbán).
- Cuentos crueles, Ronsel, 2005.